# Rybák jižní
Rybák jižní (Sterna vittata) je středně velký druh rybáka z rodu Sterna, hnízdící v subantarktické oblasti jižní polokoule.

## Popis
Rybák jižní se velmi podobá příbuznému rybáku dlouhoocasému: má černou čepičku, bílé líce a tmavošedou spodinu, světle šedý hřbet, bělošedá křídla a bílý kostřec s ocasem. Krátké nohy jsou červené, zobák je také červený. V prostém šatu (v zimě) mají bílé čelo a přední část temene a bílou spodinu. Mladí ptáci mají tmavě šupinatý hřbet a křídelní krovky.

## Rozšíření
Hnízdí na ostrovech subantarktické oblasti jižní polokoule v několika poddruzích:
- S. v. vittata hnízdí na Kerguelenech, Crozetových ostrovech, ostrově Marion a Prince Edwarda
- S. v. tristanensis hnízdí na ostrovech Tristan da Cunha, Gough, Sv. Pavla a Amsterdam
- S. v. georgiae hnízdí v Jižní Georgii
- S. v. bethunei hnízdí na subantarktických ostrovech v okolí Nového Zélandu

Neurčené poddruhy hnízdí také na Jižních Orknejích a Jižních Shetlandách. Pohyby mimo dobu hnízdění nejsou plně známy kvůli záměnám s podobnými druhy rybáků. Podle všeho se rozptylují po jižních mořích na sever po pobřeží Jižní Ameriky a jižní Afriky.